# Swaziland Reformed Church
Swaziland Reformed Church (SRC) är ett kalvinistiskt trossamfund i Swaziland, bildat 1991.
1946 sände Nederländska reformerta kyrkan ut missionären Frikkie Malan till Swaziland.
Han fick flera efterföljare men det tog femton år innan man lyckades bilda den första församlingen i landet. Den anslöts till Piet Retief-presbyteriet inom, den 1951 bildade, Dutch Reformed Church in Africa (DRCA).
1978 delades församlingen i tre, i Hhohho-regionen, Manzini och Ningizimu.
1980 beslutades även att bilda församling, bygga kyrka och anställa en pastor i Siteki i östra Swaziland.
1984 bildades ett eget swaziländskt presbyterie inom DRCA:s Norra Transvaal-synod.
1989 togs nästa steg, en regional synod för Swaziland bildades inom DRCA.
Vid ett möte i Pretoria 1991 bestämdes, mot swaziernas egen önskan, att kyrkan i Swaziland inte längre fick vara en del av DRCA. SRC blev därmed en helt självständig kyrka.
Swaziland Reformed Church har fyra församlingar som årligen möts till en landsomfattande synod.
Man har tolv heltidsanställda predikanter (två pastorer, tre evangelister och sju lekmän) som servar 24 olika predikoplatser runt om i landet, med omkring 1 200 medlemmar och regelbundna gudstjänstbesökare.
I Shiselweni-regionen i södra Swaziland har kyrkan engagerat en stor grupp volontärer i hemtjänst riktad till hiv- och aidsdrabbade. 
SRC har antagit de apostoliska, nicenska och athansianska trosbekännelserna samt de tre enhetsformulären som bekännelseskrifter.
SRC tillhör Swaziland Conference of Churches, Federal Council of Dutch Reformed Churches in Southern Africa och Reformerta ekumeniska rådet.